# 葆园站
葆园站是位于吉林省龙井市葆园村的一个铁路车站，邮政编码133404。车站建于1965年，有长图铁路经过该站，现办理客货运业务，车站及其上下行区间均未电气化。车站距离长春站444公里，隶属沈阳铁路局，是四等站。
1. ↑  铁道部电子计算技术中心, 铁道部运输局. . 北京: 中国铁道出版社. 1998: 160. ISBN 9787113030995.